# Estação de Okazaki
Estação de Okazaki (岡崎駅, Okazaki-eki) é uma estação de trem na cidade de Okazaki, província de Aichi. Passam por ela as linhas Linha principal Tōkaidō, Linha ferrovia anel de aichi [ja].
A Estação de Toyohashi é a única estação na qual os passageiros podem fazer a troca de trens da linha JR Tōkai [ja] e da linha Ferrovia anel de aichi [ja] (Aikan) sem passar pelas catracas.

## Linhas
- JR Tōkai
  -  Linha principal Tōkaidō
- Ferrovia anel de aichi
  -  ■Linha ferrovia anel de aichi [ja] (Aikan)

## História
A estação de Okazaki foi inaugurada em 1º de setembro de 1888, quando a seção da linha ferroviária do governo japonês (JGR) conectando Hamamatsu a Obu foi concluída. Esta linha foi nomeada Linha principal Tōkaidō em 1895, e Linha Principal Tōkaidō em 1909. A Ferrovia Nishio iniciou suas operações na Estação Okazaki em 30 de outubro de 1911 (posteriormente assumida por Meitetsu, as operações foram descontinuadas em 1943). Em 1930, o primeiro sistema de ônibus operado pelo governo nacional começou a operar na Estação Okazaki. Após a Segunda Guerra Mundial, a JGR tornou-se a Ferrovia Nacional do Japão (JNR). Uma parte da antiga Linha Nishio foi reaberta em dezembro de 1951 como a "Linha Fukuoka", que operou até junho de 1962. A Linha JNR Okata (precursora da Linha ferrovia anel de aichi) iniciou as operações de carga em outubro de 1970 e as operações de passageiros em abril de 1976 No entanto, as operações de frete foram descontinuadas em janeiro de 1984. Com a privatização e dissolução da JNR em 1º de abril de 1987, a estação ficou sob o controle da JR Tōkai. Um novo edifício da estação elevada foi concluído em outubro de 1990.

## Plataformas
Uma plataforma de tipo único com uma plataforma e um trilho (Aikan) e uma plataforma de ilha com duas plataformas e quatro trilhos (Linha principal Tōkaidō).
| Plataformas | Linha                                 | Direção | Destino                         |
| ----------- | ------------------------------------- | ------- | ------------------------------- |
| 0           | ■Linha ferrovia anel de aichi (Aikan) | Descer  | Para Kōzōji [ja]                |
| 1・2        | Linha principal Tōkaidō               | Subida  | Para Toyohashi e Hamamatsu [ja] |
| 3・4        | Linha principal Tōkaidō               | Descer  | Para Nagoia e Gifu [ja]         |

## Instalações ao redor da estação

### Saída leste
- AB Hotel [ja] Okazaki
- Centro Cívico da Cidade de Okazaki [ja]
- Escola Primária Municipal Okazaki Hane [ja]
- Rota 248 [ja]
- KOKO OKAZAKI
- Aeon Mall Okazaki [ja]

### Saída oeste
- Hotel Trend Okazaki Ekimae
- My Hotel Okazaki

## Estações adjacentes
JR Tōkai
 Linha principal Tōkaidō
Special Rapid(特別快速), New Rapid(新快速), Rapid(快速)
Estação de Gamagōri [ja](Alguns trens param na Estação de Kōda [ja]) - Estação de Okazaki - Estação de Anjō [ja]
Sectional Rapid(区間快速)
Estação de Kōda [ja] - Estação de Okazaki - Estação de Anjō [ja]
Local(普通)
Estação de Kōda [ja] - Estação de Okazaki - Estação de Nishi-Okazaki [ja]
Ferrovia anel de aichi
 ■Linha ferrovia anel de aichi
Estação de Okazaki - Estação de Mutsuna [ja]